# EP urrà
EP urrà è l'extended play di debutto del gruppo musicale italiano Eugenio in Via Di Gioia, pubblicato il 13 agosto 2013.

## Tracce
Testi di Eugenio Cesaro, musiche di Emanuele Via, Paolo Di Gioia, Lorenzo Federici.
1. Perfetto uniformato – 3:42
2. Prima di tutto ho inventato me stesso – 4:12
3. Se gli animali parlassero e Pinocchio – 3:04
4. Emilia – 3:45
5. All You Can Eat – 2:44

Durata totale: 17:27